# Koncertna dvorana Franjo Krežma
Koncertna dvorana Franjo Krežma prva je koncertna dvorana u Osijeku. Nalazi se u sklopu Kulturnog centra Osijek, na adresi Ulica kneza Trpimira 2/A, Osijek.
Dvorana ima površinu od oko 1000 kvadratnih metara i više od 400 sjedećih mjesta. Trenutno je najmodernija koncertna dvorana u Hrvatskoj. Po veličini je druga najveća u Hrvatskoj, odmah nakon koncertne dvorane Vatroslava Lisinskog u Zagrebu. Nazvana je po Franji Krežmi, koji je bio hrvatski violinist virtuoz i skladatelj.
Nova koncertna dvorana "Franjo Krežma" u Osijeku otvorena je 27. rujna 2024. godine. Ovo je prva takva dvorana u povijesti grada. Njeno otvaranje omogućuje Osijeku da postane regionalno središte za klasičnu glazbu. Također, dvorana pruža prostor za kulturne i umjetničke događaje koji se ranije nisu mogli prikladno organizirati u gradu.
Ukupna vrijednost radova iznosi 1,7 milijuna eura. Financiranje je podijeljeno između dva ministarstva: Ministarstvo kulture i medija doprinijelo je s 930 tisuća eura, a Ministarstvo regionalnoga razvoja i fondova EU osiguralo je 770 tisuća eura.